# David Martello
David Martello, znan tudi kot Davide Martello oziroma Klavierkunst (Klavirska umetnost), je nemški skladatelj in ulični pianist, * 1. november 1981, Lörrach (Baden-Württemberg, Nemčija).
David Martello se je rodil 1. novembra 1981 v Lörrachu, v južno-vzhodnem delu  Baden-Württemberg)a in je nemški ulični pianist italijanskega porekla. Odraščal je v Tuningenu, kraju med Schwarzwaldom in Švabsko Juro (Schwäbische Alb).
Znan je po svojih potovanjih v nevarna področja sporov, kjer igra na svoj velik klavir, katerega je sam izdelal. Martello je prejel priznanje od Evropskega parlamenta za svoj “stalni prispevek evropskemu sodelovanju in razglašanju skupnih vrednot”. Zastavil si je kot cilj, da bo igral na svoj klavir v vseh glavnih mestih na svetu.

## Dejavnost
O božiču 2012 je igral v Afganistanu mirovnim vojakom Združenih narodov.
Med protesti v parku Gezi v Carigradu je igral zvečer, 12. junija 2013, na svojem velikem klavirju na Trgu Taksimu in imel spevoigro celih 14 ur. Večer je potekel mirno, toda naslednjega jutra mu je policija zasegla klavir.
David je imel nastope tudi med Oranžno revolucijo v Kijevu in med državljansko vojno v Donski oblasti aprila 2014. 
Ulični pianist David Martello je igral med drugim v soboto, 14. novembra 2015 na svojem doma narejenem velikem klavirju Lennonovo skladbo »Imagine« in sicer v Parizu, blizu kraja muslimanskega terorističnega napada, ki je terjal 130 žrtev.
»Vse se je začelo v Irski gostilni v Konstanci, ko sem gledal nogometno tekmo med Francijo in Nemčijo. Ko sem videl to nerazumno nasilje, sem takoj sledil nagibu svojega srca in odšel v Pariz s svojim klavirjem.« To je bilo dolgo potovanje – okrog 600 km (400 milj)! 